# Se la mia vita da l’aspro tormento
Se la mia vita da l’aspro tormento è la dodicesima lirica del Canzoniere di Francesco Petrarca. In questa lirica, il poeta affronta con grande originalità il tema della donna amata, distaccandosi dalla tradizione cortese e stilnovista. Laura non è più idealizzata come creatura celeste, immobile nella sua perfezione, ma diventa una figura umana, mortale, soggetta al tempo e alla decadenza fisica. Il poeta immagina sé stesso sopravvissuto agli anni, ancora oppresso dalla passione amorosa, e si proietta nel futuro, quando anche Laura sarà invecchiata. Ne descrive i capelli d’oro divenuti bianchi, il viso scolorito e l’abbandono degli abiti vivaci della giovinezza. In questa visione malinconica, immagina che finalmente Amore gli conceda il coraggio di rivelare alla donna tutto il dolore vissuto in silenzio, narrandole gli anni, i giorni e perfino le ore delle sue sofferenze. Anche se l’età non permetterà più la realizzazione del desiderio amoroso, il poeta spera almeno in un gesto di pietà: che la donna, ormai lontana dalle tentazioni e dai pericoli della passione, possa commuoversi e offrirgli un conforto tardivo, un sospiro capace di lenire le sue pene.

## Testo
si può tanto schermire, et dagli affanni,

ch’i’ veggia per vertù de gli ultimi anni,

donna, de’ be’ vostr’occhi il lume spento,

e i cape’ d’oro fin farsi d’argento,

et lassar le ghirlande e i verdi panni,

e ’l viso scolorir che ne’ miei danni

a·llamentar mi fa pauroso et lento:

pur mi darà tanta baldanza Amore

ch’i’ vi discovrirò de’ mei martiri

qua’ sono stati gli anni, e i giorni et l’ore;

et se ’l tempo è contrario ai be’ desiri,

non fia ch’almen non giunga al mio dolore

alcun soccorso di tardi sospiri.»